# Wierre-Effroy
Wierre-Effroy là một xã ở tại tỉnh Pas-de-Calais trong vùng Hauts-de-France của Pháp.

## Địa lý
Wierre-Effroy có cự ly khoảng 8 dặm (13 km) về phía đông bắc Boulogne, tại giao lộ của các tuyến đường D232 và D234.

## Dân số
| 1962                                                         | 1968 | 1975 | 1982 | 1990 | 1999 | 2006 |
| ------------------------------------------------------------ | ---- | ---- | ---- | ---- | ---- | ---- |
| 629                                                          | 664  | 569  | 619  | 707  | 747  | 794  |
| Số liệu điều tra dân số từ năm 1962: Dân số không tính trùng |      |      |      |      |      |      |

## Địa điểm nổi bật
- Nhà thờ St.Pierre, thế kỷ 12.
- Nhà thờ St.Laurent thế kỷ 12.